# مراقب رفتارت باش
«مراقب رفتارت باش» (انگلیسی: Mind Your Manners) ترانه‌ای از گروه راک آمریکایی پرل جم است. این قطعه در ۱۱ ژوئیه ۲۰۱۳ به صورت دانلود دیجیتال منتشر شد و نخستین تک‌آهنگ از دهمین آلبوم استودیویی گروه به نام آذرخش (۲۰۱۳) به‌شمار می‌رود. برد ویلر، منتقدی از گلوب اند میل، این ترانه را «خالص، پرشتاب و کوبنده» توصیف کرده است. مایک مک‌کریدی، گیتاریست پرل جم، دربارهٔ ساخت این قطعه گفته است: «تلاشم این بود که یک ترانه با حال‌وهوای تند و گزنده در سبک گروه دد کنیدایز بسازم». ادی ودر، خوانندهٔ گروه، در این ترانه نهادهای دینی سازمان‌یافته را مورد انتقاد قرار می‌دهد؛ نهادهایی که از نظر او به دلیل عدم تحمل‌پذیری و «بسیاری از رفتارهایی که از این سازمان‌ها سر زده است — مانند سوءاستفاده از کودکان و لاپوشانی آن — ریاکارانه‌اند».
این ترانه برای نخستین بار در اجرای زندهٔ گروه در شهر لندن، انتاریو، کانادا در ۱۶ ژوئیه ۲۰۱۳ اجرا شد. موزیک ویدئوی رسمی این ترانه که توسط دنی کلینچ کارگردانی شده بود، در ۲۳ اوت ۲۰۱۳ منتشر شد. نوازندهٔ گیتار بیس گروه، جف امنت، از همشهری‌اش اندی اسمتانکا که ساکن میزولا، مونتانا بود، دعوت کرد تا انیمیشن این ویدئو را انجام دهد.